# باب الخان
باب الخان وهو بقايا خان تقع عليه قرية الخان القريبة من سنجار، يسمى خان الخراب، واحياناً خرائب الخان، وكان هذا الخان يقع بين تلعفر وسنجار، وهو أقرب من سنجار إلى الموصل، وكان يسمى بفندق النصرانية أو دار استراحة للمسافرين من التجار وطلبة العلم والسياح، ويبعد مسافة قصيرة عن مخفر شرطة ام الشبابيط القريب من وادي أم الشبابيط على طريق يتفرع عن طريق الموصل - سنجار. وهذا الباب هو بقايا لخان كان قد شيد في العصر الأتابكي في القرن السابع الهجري، من بنايات بدر الدين لؤلؤ (630-657 ه‍). كان هذا الخان ينزله المسافرون وتأوي إليه القوافل في الطريق بين الموصل والشام ماراً بسنجار.وقد شيد هذا الباب بالحجارة المهندسة الكبيرة وزخرف بزخارف بديعة ابرزها صورة تنين أو حية كان يتيمن بها أهل الموصل وما جاورها فنقشوا صورتها على مداخل أبواب البنايات التي شيدوها وعلى مداخل بعض التكايا والمراقد ومنها على باب الخان هذا، وترى بجانب كل منهما جندي أو ملاك بيده رمح يطعن به رأس الحيوان الخرافي. وربما كانت مثل هذه الصور تتخذ على ما كان يعتقد، انه طلسم يرد أذى الأعداء واتقاء شر المغيرين على ما يشاهد فوق أبواب بعض المدن في العراق والجزيرة. ويؤرخ زمن هذا الباب كتابة نصها:«امر بعمارة هذا الخان لكل وارد حال وشارد ومقيم وراحل طلبا...الدين وإبتغاء مرضاة مولانا السلطان الملك الرحيم العادل (المؤيد) المظفر المنصور المجاهد المرابط المشاغر الغازي بدر الدين والدنيا ركن الإسلام والمسلمين ناصر الحق بالبراهين منصف المظلومين من الظالمين محيي العدل في العالمين قاتل الكفرة والمشركين،الخ...» وقد قامت دائرة الآثار العراقية في سنة 1981م، بصيانة هذا الخان واعادته إلى حالته الأولى، وكذلك شيدت جدرانه الضخمة الأربعة بالحجر والجص.